# Shonach Mirk
Shonach Mirk (née le 21 octobre 1954 à Westport, Connecticut) est une danseuse et pédagogue américaine.

## Biographie
Élève de Jeanne de Berghim à la School of American Ballet de Balanchine, Shonach Mirk poursuit ses études à la Royal Ballet School de Londres, est reçue à l'école Mudra à Bruxelles en 1972 puis intègre de Ballet du XXe siècle en 1974. Son premier grand rôle est celui de la Reine Mab dans Roméo et Juliette (1974).
Comme soliste, elle reprend les rôles de Suzanne Farrell et crée de nombreux rôles pour Maurice Béjart, pendant plus de dix ans.
Après un accident qui met fin à sa carrière de danseuse au début des années 1990, elle se tourne vers la pédagogie et ouvre une école de danse à Horgen en Suisse. Elle donne également régulièrement des cours aux États-Unis.

## Quelques créations de rôles pour Maurice Béjart
- 1974 : Roméo et Juliette : la Reine Mab
- 1974 : Aqua Alta
- 1975 : Notre Faust
- 1976 : Héliogabale
- 1976 : Le Molière imaginaire
- 1978 : Dichterliebe
- 1978 : Ce que la mort me dit
- 1979 : Éros Thanatos
- 1980 : La Flûte enchantée : Pamina et la Reine de la nuit
- 1981 : La Muette
- 1982 : Thalassa mare nostrum
- 1983 : Messe pour le temps futur
- 1984 : Dionysos
- 1984 : Fragments